# Diaphus phillipsi
Diaphus phillipsi és una espècie de peix de la família dels mictòfids i de l'ordre dels mictofiformes.

## Morfologia
- Els mascles poden assolir 7,7 cm de longitud total.[4]

## Hàbitat
És un peix marí i d'aigües profundes que viu fins als 1330 m de fondària.

## Distribució geogràfica
Es troba a l'Índic, el Pacífic (incloent-hi Nova Zelanda) i el Mar de la Xina Meridional.